# Żarty
Żarty (ros. Шутки) – radziecki krótkometrażowy film animowany z 1963 roku w reżyserii Lwa Atamanowa. Przedstawia dwie bajki Władimira Sutiejewa Kogucik i kaczorek (znana pod alternatywnym tytułem Kurczaczek i kaczorek) oraz O trzech kotkach.

## Fabuła
Dwa opowiadania: pierwsze – o kurczaku, który myślał, że jest kaczątkiem i chciał pływać, i drugie – o trzech kociętach: białym, szarym i czarnym, które cały czas zmieniały kolor, ponieważ stale wpadały w mąkę, potem w błoto. Dopiero po kąpieli w czystej wodzie każdy z nich odzyskał swój prawdziwy kolor.